# ガンナー・ハンセン
ガンナー・ミルトン・ハンセン（Gunnar Milton Hansen 1947年3月4日 - 2015年11月7日）は、アイスランド・レイキャヴィーク出身のアメリカ合衆国の俳優、作家。身長193センチ。『悪魔のいけにえ』の巨漢の殺人鬼レザーフェイス（ババ・ソーヤー）役で有名。グンナル・ハンセンとも表記される。

## 来歴
5歳の時、一家でアメリカに移住。メイン州、テキサス州を転々とする。高校時代はアメリカン・フットボールに打ち込んでいた。テキサス大学オースティン校卒業。さらに大学院で英語と北欧文化を学んだ。
大学院修了後、オースティンで『悪魔のいけにえ』の撮影が行なわれる事を聞き、オーディションに参加、殺人鬼レザーフェイス役に選ばれた。
映画は大ヒットしたが、その後俳優を休業してメイン州で作家活動に専念した。よって、『悪魔の沼』や『サランドラ』への出演依頼が来たもののこれを断っている。
出演映画は専らホラー映画が中心で、中でもチェーンソーと縁のある映画には『悪魔のいけにえ』を含めて4本出演している。
2015年11月7日、米メイン州にある自宅ですい臓がんにより逝去。68歳没。

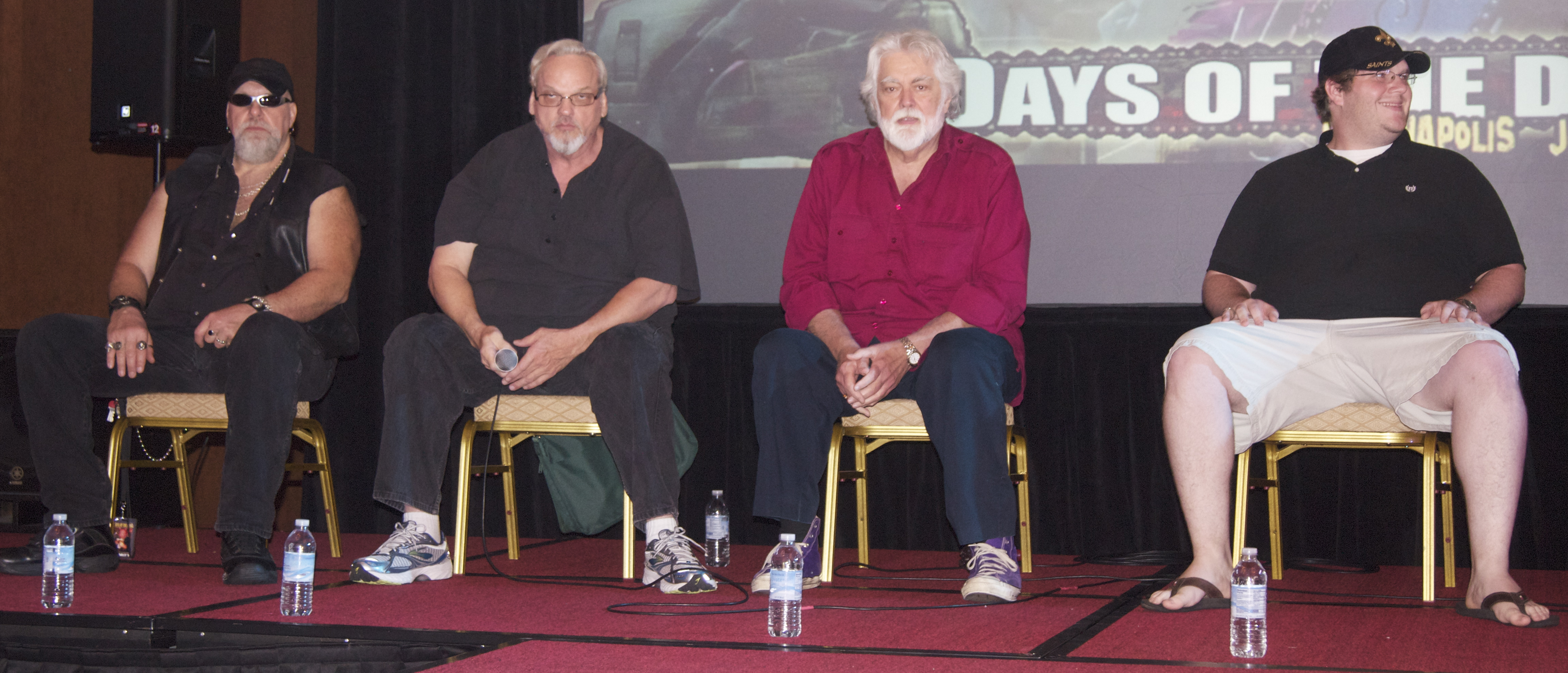
本シリーズのレザーフェイス役者達（左より、R・A・ミハイロフ、ビル・ジョンソン、ガンナー・ハンセン、ロバート・ジャックス）

## フィルモグラフィー
- 悪魔のいけにえ The Texas Chainsaw Massacre (1974)
- デビル・マスター The Demon Lover (1977) 劇場未公開
- 女切り裂き狂団チェーンソー・クイーン Hollywood Chainsaw Hookers (1988) 劇場未公開
- モスキート Mosquito (1994) 劇場未公開
- レイキャヴィク・ホエール・ウォッチング・マサカー Reykjavik Whale Watching Massacre (2009)
- 飛びだす 悪魔のいけにえ レザーフェイス一家の逆襲 Texas Chainsaw 3D (2013)

## トリビア
『レイキャヴィク・ホエール・ウォッチング・マサカー』公開時、ハンセン演じるペートゥル船長がシーシェパードの代表ポール・ワトソンに似ていると話題になったが、監督のユリウス・ケンプは「いえ、まったく意図していませんでしたが、確かに良く似ていますね。でもポール・ワトソンはアイスランドでは歓迎されません（笑）。」と答えている。

## 脚本
- モスキート（1994年）
- Death House（2017年）- 製作兼任